# Mathilde Weber (Frauenrechtlerin)

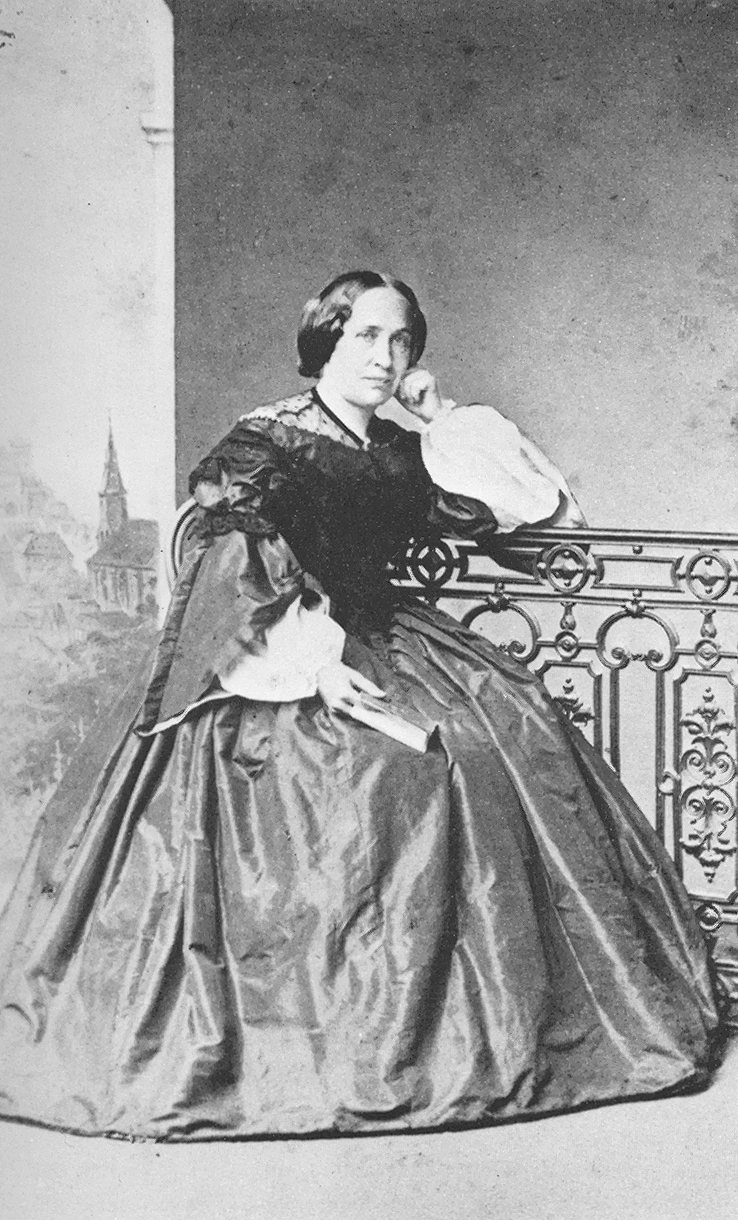
Mathilde Weber, Foto von Friedrich Brandseph, Albuminabzug 1860

Mathilde Weber, geb. Walz (* 16. August 1829 in Tübingen; † 22. Juni 1901 ebenda) war eine deutsche Frauenrechtlerin und Sozialarbeiterin.

## Leben
Mathilde Walz wurde in Tübingen geboren und verbrachte ihre Kindheit mit ihren drei jüngeren Geschwistern auf einem Gutshof bei Ellwangen. Sie erhielt dort eine für die damalige Zeit für Mädchen außergewöhnlich gute Bildung durch ihre Eltern. Ihr Vater hatte deshalb eigens die Volksschullehrerprüfung abgelegt. Danach besuchte sie die höhere Töchterschule in Ellwangen.
1851 heiratete sie den Agrarökonomen Heinrich von Weber. Dieser wurde 1854 als Professor für Forst- und Landwirtschaft an die Universität Tübingen berufen und schloss 1858 einen Pachtvertrag über das Gut Bläsiberg bei Tübingen ab.
Mathilde Weber kam 1869 erstmals in Kontakt mit der bürgerlichen Frauenbewegung. Als erste Süddeutsche besuchte sie die Jahresversammlung des 1865 in Leipzig gegründeten Allgemeinen Deutschen Frauenvereins. Sie wurde in den Vorstand gewählt und blieb bis 1900 Vorstandsmitglied.

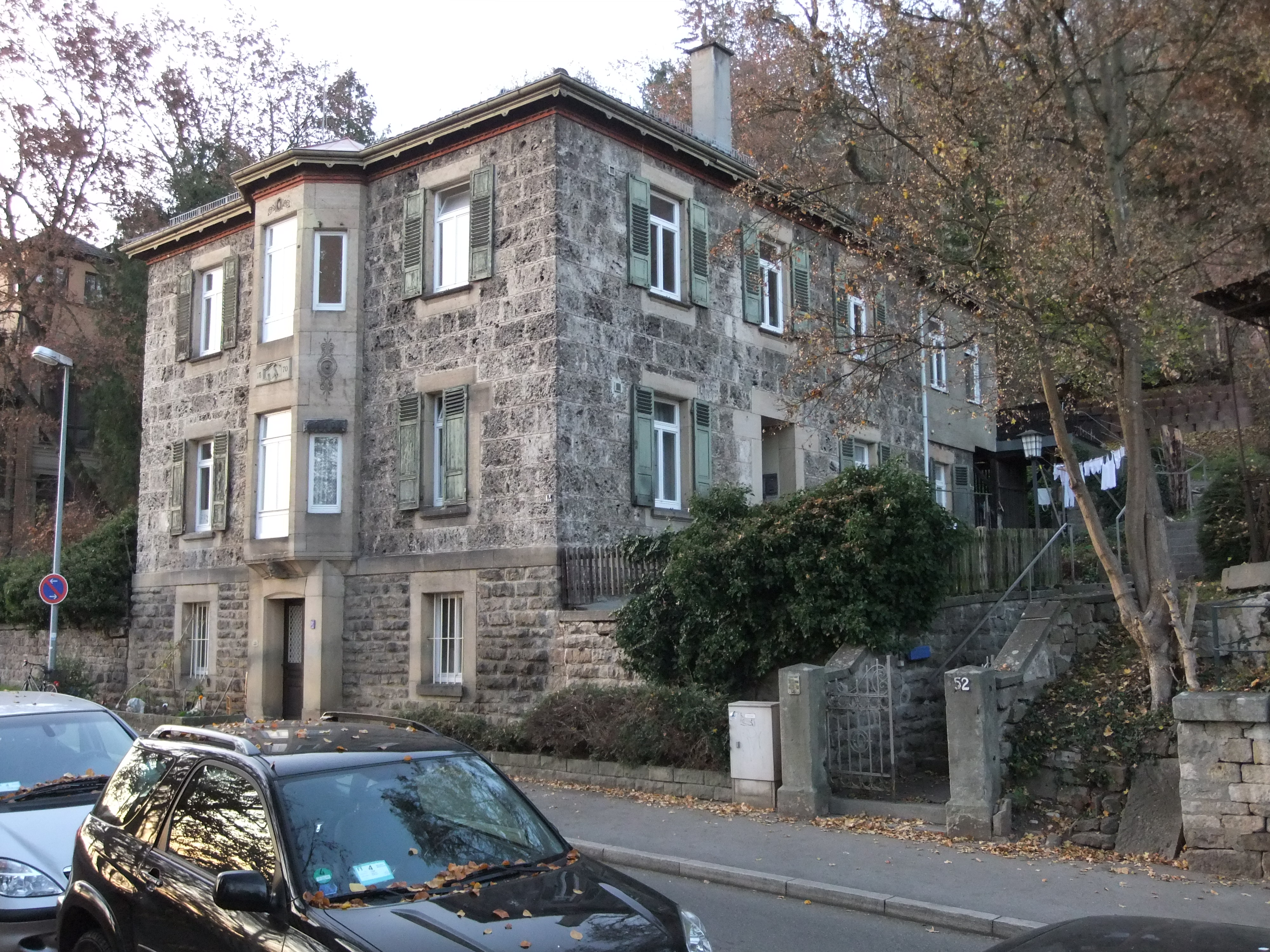
Mathilde-Weber-Haus in der Neckarhalde 52, Zustand von 2011

1870 zog das Ehepaar Weber in das neu erbaute Haus in der Tübinger Neckarhalde 52, wo Mathilde Weber bis zu ihrem Tod wohnte. Nach dem Umzug wurde sie Mitbegründerin eines „Sanitätsvereins“. Sie war maßgeblich an der Gründung der Tübinger Frauenarbeitsschule, der Vorgängerin der heutigen Mathilde-Weber-Schule, beteiligt. Ebenso wie Ottilie Wildermuth und viele andere unterschrieb sie den Gründungsaufruf für diese Schule.
Ab 1879 entfaltete Mathilde Weber nach anfänglichem Zögern im Rahmen des Allgemeinen Deutschen Frauenvereins eine rege Vortragstätigkeit auf Frauentagen. 1880 rief Mathilde Weber in der Tübinger Chronik zur Gründung eines Hilfs- und Armenbeschäftigungsvereins auf. Mit dem Erlös von Vorträgen und Bazaren ging sie 1886 daran, das Projekt einer Altersversorgung für unbemittelte alleinstehende Frauen zu verwirklichen. Auf einem von der Stadt Tübingen zur Verfügung gestellten Bauplatz (Ecke Belthle-/Weberstraße) entstand ein Doppelhaus mit kleinen Wohnungen zu billigen Mietpreisen. Es wurde Jägerstift genannt, nach der im selben Jahr verstorbenen Professorentochter, die mit ihrem Nachlass das Startkapital hinterlegt hatte. Aufgrund der vielen Bewerbungen wurde schon vier Jahre nach seiner Einweihung ein zweites Haus errichtet, das so genannte Weberstift, in der später nach ihr benannten Weberstraße. 1896 gründete sie ein weiteres Frauenheim in der Hechinger Straße, das Mathildenstift.

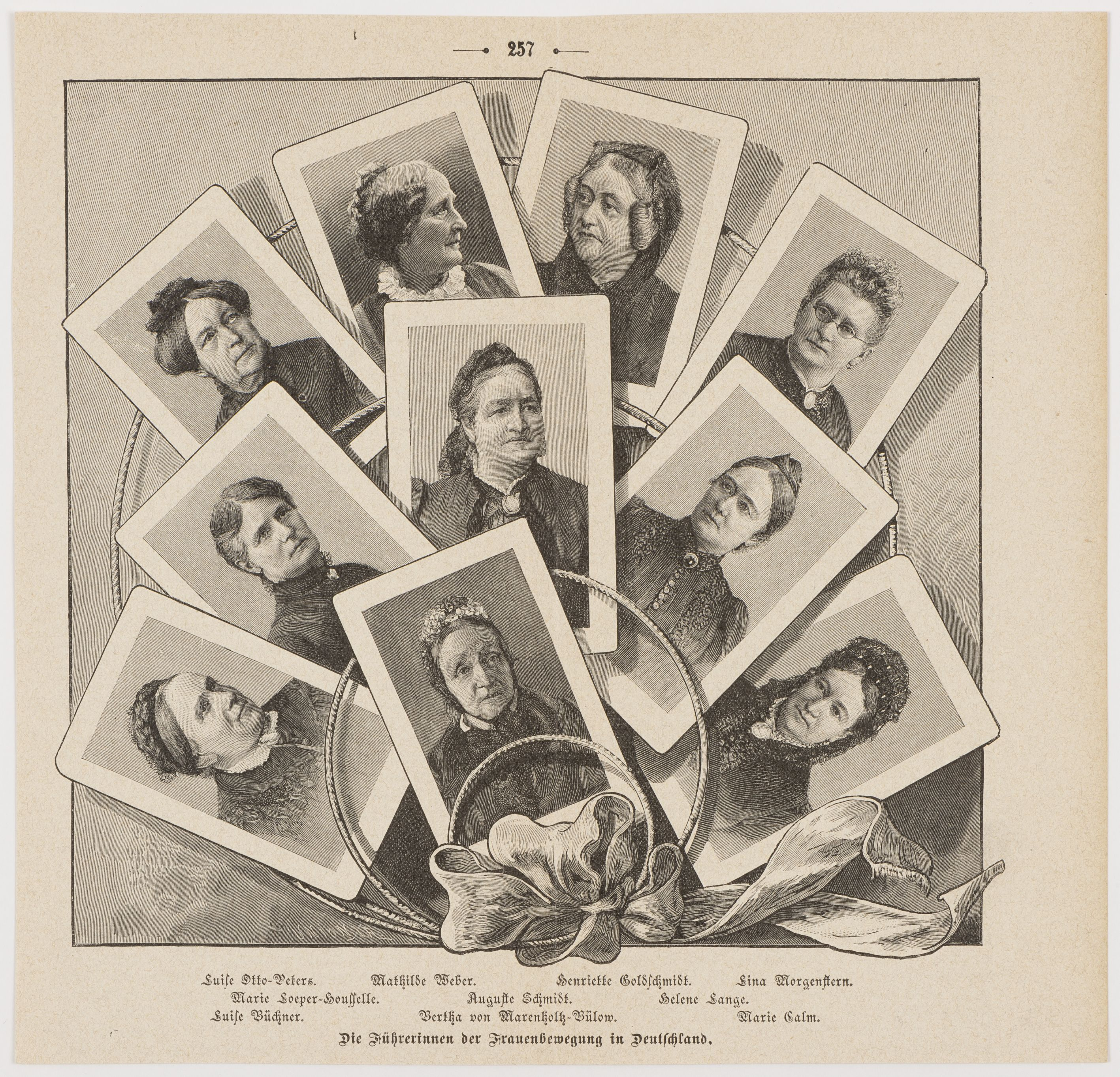
„Die Führerinnen der Frauenbewegung in Deutschland“, Illustration aus Die Gartenlaube 1894 – M. Weber ist in der oberen Reihe die zweite von links

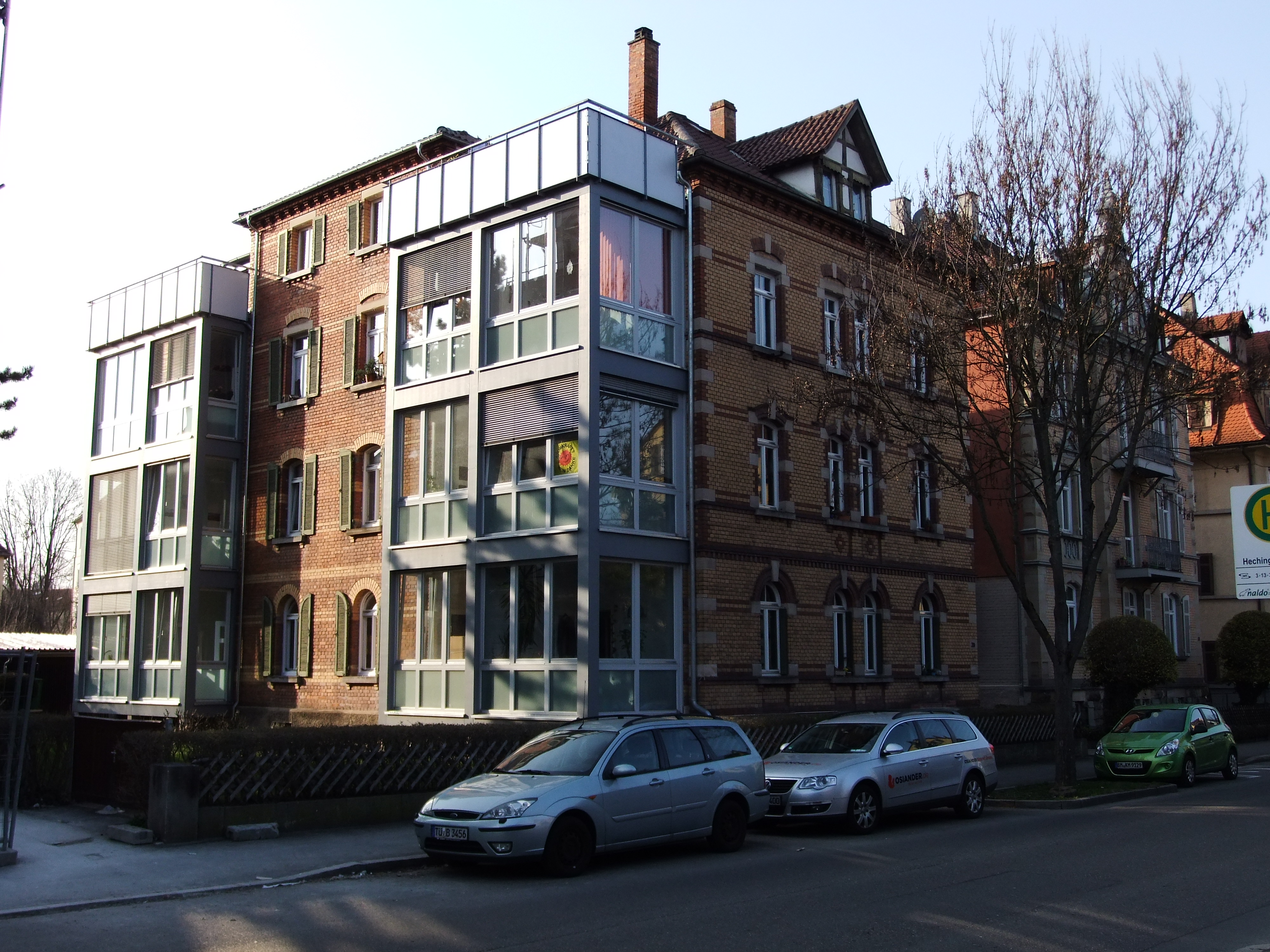
Das nach Mathilde Weber benannte Mathildenstift in der Hechinger Straße in Tübingen

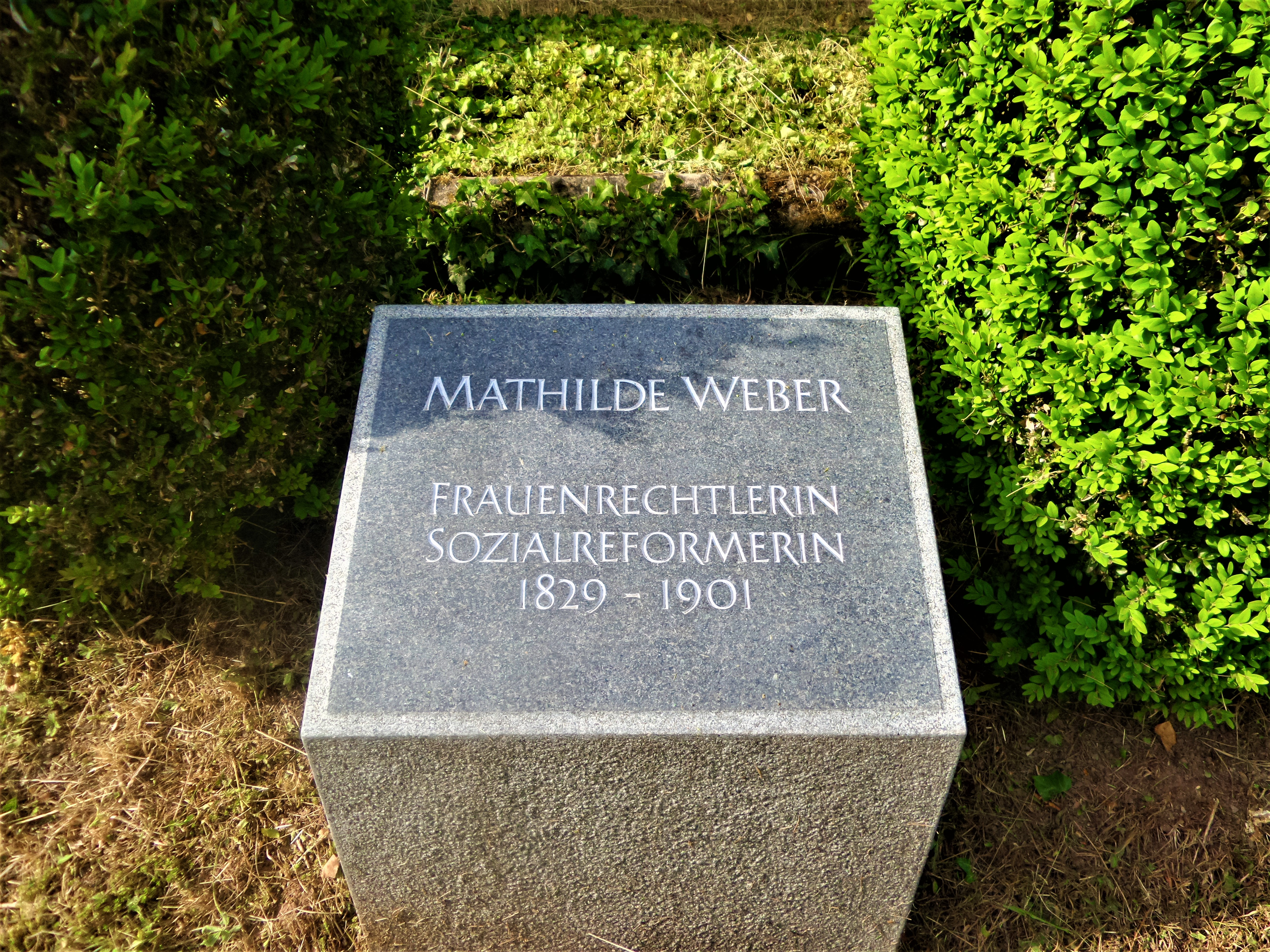
Ersatzgrabstein auf dem Stadtfriedhof Tübingen

Daneben begann sie ab 1887 zu publizieren. Neben Reisebriefen und Plaudereien erschien die wichtige Streitschrift Ärztinnen für Frauenkrankheiten, eine ethische und sanitäre Notwendigkeit, mit der Frauen der Zugang zum Medizinstudium eröffnet werden sollte. Diese Schrift wurde als Petition an Land- und Reichstag eingegeben, erfuhr zunächst aber nur deutliche Ablehnung. Die Gründe für die Ablehnung sah Mathilde Weber in all den Männern „die sich schwer losmachen aus den Banden des Altgewohnten und Hergebrachten“.
Der Allgemeine Deutsche Frauenverein richtete 1888 eine Petition an alle deutschen Regierungen, in der die Freigabe des ärztlichen Berufs und die dazu nötige Öffnung der Universitäten für Frauen gefordert wurde. Beigelegt war die Streitschrift Mathilde Webers. Alle Landesregierungen beschieden die Eingabe abschlägig. Im November 1891 verfasste sie eine Eingabe zur Tätigkeit von Ärztinnen im Rahmen der gesetzlichen Krankenversicherung.
Das in den Diskurs eingeschaltete Königliche Medizinal-Kollegium empfahl, statt Ärztinnen qualifizierte Hebammen auszubilden. Zwar wurde den Frauen nicht die Fähigkeit zum Medizinstudium abgesprochen – wenn auch „den wenigen geistig höherstehenden“ Frauen Schlampigkeit und Unweiblichkeit vorgeworfen wurde – die Fähigkeit zur Ausübung des ärztlichen Berufs wurde ihnen aber nicht zuerkannt.
Auch dieses geringe Zugeständnis wurde bald wieder rückgängig gemacht, weil – so Walcher, Sprecher des Medizinal-Kollegiums und Neffe Mathilde Webers – es als die „Pflicht aller erhaltenden Elemente der jetzigen Gesellschaft“ gesehen werden müsse, „eine Umsturzpartei, wie sich die Frauenemanzipationspartei in ihren Konsequenzen dargestellt, mit aller Macht entgegenzutreten, selbst wenn es nicht gelingen sollte, die Bewegung aufzuhalten, welche ebenso staatsgefährlich ist, und die jetzige Gesellschaft in gleichem Maße bedroht, wie die ähnliche Tendenzen verfolgenden Socialisten und der Nihilismus“.
1890 starb ihr Mann, Heinrich von Weber, der sie in ihren Bemühungen durchaus unterstützte und sie zu den Generalversammlungen des Allgemeinen Deutschen Frauenvereins begleitete.
Der Reichstag reagierte 1891 „voll Heiterkeit“ auf die Frage des Frauenstudiums. Einzelne Frauen studierten zwar schon seit Jahren an den deutschen Universitäten, aber nur dank Sondererlaubnissen als Gasthörerinnen. So eine Sondererlaubnis vom König von Württemberg dank der Fürsprache ihrer Großonkels, eines hohen Beamten, hatte Maria von Linden, die als erste Tübinger Studentin 1892 ein naturwissenschaftliches Studium begann. Sie sah Mathilde Weber, mit der sie regelmäßig verkehrte, als eine Frau, die „ganz Frauenbewegung“ war und „in ihrem Haus nicht nur alle nach Tübingen gelangenden berufstätigen, gelehrten und politischen Frauen“ versammelte, „sondern auch unablässig bemüht war, diese Frauen zu ehren und ihnen zu helfen“.
1899 verlieh die Stadt Tübingen Mathilde Weber den Titel „Wohltäterin der Stadt“. Später wurden eine Straße (Weberstraße) und eine berufliche Schule (Mathilde-Weber-Schule) nach ihr benannt.
Am 22. Juni 1901 starb Mathilde Weber und wurde auf dem Tübinger Stadtfriedhof beigesetzt. Das Grab wurde 1978 aufgelöst.

## Werke
- Reisebilder einer schwäbischen Kleinstädterin. Stuttgart 1877.[4]
- Plaudereien über Paris und die Weltausstellung im Jahre 1878. Herzberg a. H. 1879.
- Die Mission der Hausfrau. Berlin 1884.
- Ueber die socialen Pflichten der Familie. Gesammelte Aufsätze aus den Jahren 1875–1885. 2. Auflage. Berlin 1886.
- Aerztinnen für Frauenkrankheiten. Eine ethische und sanitäre Notwendigkeit. 4. Auflage. Tübingen 1889.
- Durch Griechenland nach Konstantinopel. Eine Gesellschaftsreise in 35 Tagen. 1891 (Digitalisat),  2. Auflage. Tübingen 1892.
- Aerztinnen für Frauenkrankheiten. Eine ethische und sanitäre Notwendigkeit. 5. Auflage. Berlin 1893.
- Leitfaden für junge Dienstmädchen in besseren Häusern. 2. Auflage. Kohlhammer, Stuttgart 1893.
- Warum fehlt es an Diakonissinnen und Pflegerinnen?. Oehmigke, Berlin 1894.
- Unsere Hausbeamtinnen. Stützen, Hausdamen, Gesellschafterinnen, Kinderfräulein etc. Mitteilungen über Zwecke und Ziele des neuen Vereins für Hausbeamtinnen. Oehmigke, Berlin 1895.
- Lazaretbilder. Aus dem Tagebuch der Vorsteherin eines Sanitätsvereins im Kriegsjahre 1870-71. 3. Auflage. Krüger, Leipzig 1914.